# Sogexia
Sogexia S.A. est une entreprise de technologie financière luxembourgeoise proposant des services de paiement. L'établissement est une filiale de l'entreprise française SGX Processing SAS.
L'entreprise développe une plateforme monétique interne lui permettant d'opérer ses propres services financiers.

## Activités
Sogexia est présente depuis 2011 dans 4 secteurs d'activité :
- Les comptes bancaires en ligne pour particuliers et entreprises ;
- La gestion des frais professionnels, de la fidélisation client et de la rémunération ;
- L'acceptation des paiements pour les commerçants et e-marchands ;
- Et les solutions bancaires sur-mesure pour les entreprises souhaitant lancer leur propre solution de paiement.

En octobre 2016, l'entreprise émet le premier compte de paiement 100 % numérique pour particuliers et entreprises,.